# نبرد مولبرگ
نبرد مولبرگ درگیری نظامی بزرگی بود که در جریان اصلاحات پروتستانی در مولبرگ در زاکسن (آلمان امروزی) روی داد. امیران کاتولیک در امپراتوری مقدس روم به رهبری کارل پنجم شکستی قاطعانه بر اتحاد اشمالکالدن، که از امیران اصلاح‌طلب مذهبی (پروتستان) تشکیل شده‌بود، وارد کردند.

پرتره اسب‌سوار شارلکن اثر تیسین برای بزرگداشت پیروزی کارل پنجم در مولبرگ